# Nibagdo
Nibagdo est une localité située dans le département de Sabou de la province du Boulkiemdé dans la région Centre-Ouest au Burkina Faso.

## Éducation et santé
Le village possède un centre d'alphabétisation.